# 金澤真理
金澤 真理（かなざわ まり）は日本の法学者。専門は刑事法学。大阪市立大学教授。同大学元法学研究科長。

## 略歴
1990年東北大学法学部卒業。1998年同大学法学研究科博士課程を卒業し、同年山形大学専任講師として着任。そして、翌年に助教授昇任。2010年より大阪市立大学で教授として教鞭をとる。

## 著作[3]

### 単著
- 『中止未遂の本質』成文堂、2006年、ISBN	4792317126
- 「未遂の理論構造と中止未遂」川端博、浅田和茂、山口厚、井田良 編『理論刑法学の探求４』成文堂、2011年、ISBN	9784792319076
- 「日本の行刑改革と社会復帰理念」髙田昌宏、野田昌吾、守矢健一 編『グローバル化と社会国家原則』信山社、2015年、ISBN	9784797254679

### 単訳
- ヴォルフガング・フリッシュ 著、金澤真理 訳「国際的法規範によって吟味を受ける保安監置」髙田昌宏、野田昌吾、守矢健一 編『グローバル化と社会国家原則』信山社、2015年、ISBN	9784797254679